# DFB-Pokal 1963-1964
La DFB-Pokal 1964 fu la 21ª edizione della coppa. 32 squadre si sfidarono nei 5 turni del trofeo. In finale il Monaco 1860 sconfisse l'Eintracht Francoforte 2–0.
Capocannoniere del torneo fu Rudolf Brunnenmeier (Monaco 1860), con 5 reti

## Primo turno
| Squadra 1               | Risultato   | Squadra 2             |
| ----------------------- | ----------- | --------------------- |
| 07.04.1964              |             |                       |
| Amburgo                 | 1 - 1 (dts) | Fürth                 |
| Meidericher             | 1 - 2 (dts) | Hertha Berlino        |
| 08.04.1964              |             |                       |
| Wormatia Worms          | 2 - 3       | Hessen Kassel         |
| Eintracht Treviri       | 1 - 1 (dts) | Hannover 96           |
| Eintracht Gelsenkirchen | 0 - 2       | Duisburger SpV        |
| Altona 93               | 2 - 1       | Borussia M'gladbach   |
| Saarbrücken             | 6 - 1       | TeBe Berlino          |
| Wolfsburg               | 0 - 2       | Eintracht Francoforte |
| Kickers Stoccarda       | 0 - 3       | Phönix Ludwigshafen   |
| Werder Brema            | 0 - 2       | Schalke 04            |
| Preußen Münster         | 1 - 3       | Karlsruhe             |
| Eintracht Braunschweig  | 3 - 0       | Osnabrück             |
| Kaiserslautern          | 2 - 0       | Wuppertal             |
| Colonia                 | 3 - 2 (dts) | Norimberga            |
| Monaco 1860             | 2 - 0       | Borussia Dortmund     |
| 14.04.1964              |             |                       |
| Stoccarda               | 2 - 2 (dts) | Reutlingen            |

### Ripetizioni
| Squadra 1   | Risultato   | Squadra 2         |
| ----------- | ----------- | ----------------- |
| 15.04.1964  |             |                   |
| Fürth       | 2 - 1 (dts) | Amburgo           |
| Hannover 96 | 4 - 0       | Eintracht Treviri |
| 22.04.1964  |             |                   |
| Reutlingen  | 0 - 4       | Stoccarda         |

## Ottavi di finale
| Squadra 1             | Risultato   | Squadra 2              |
| --------------------- | ----------- | ---------------------- |
| 22.04.1964            |             |                        |
| Altona 93             | 2 - 1       | Duisburger SpV         |
| Phönix Ludwigshafen   | 1 - 2       | Schalke 04             |
| Hertha Berlino        | 4 - 3       | Fürth                  |
| Eintracht Francoforte | 6 - 1       | Hessen Kassel          |
| Saarbrücken           | 2 - 1 (dts) | Eintracht Braunschweig |
| Colonia               | 3 - 0 (dts) | Hannover 96            |
| Monaco 1860           | 4 - 2       | Kaiserslautern         |
| 02.05.1964            |             |                        |
| Karlsruhe             | 2 - 1       | Stoccarda              |

## Quarti di finale
| Squadra 1             | Risultato | Squadra 2   |
| --------------------- | --------- | ----------- |
| 20.05.1964            |           |             |
| Hertha Berlino        | 4 - 2     | Colonia     |
| Altona 93             | 2 - 1     | Karlsruhe   |
| Saarbrücken           | 1 - 3     | Monaco 1860 |
| Eintracht Francoforte | 2 - 1     | Schalke 04  |

## Semifinali
| Squadra 1             | Risultato   | Squadra 2      |
| --------------------- | ----------- | -------------- |
| 03.06.1964            |             |                |
| Altona 93             | 1 - 4 (dts) | Monaco 1860    |
| Eintracht Francoforte | 3 - 1       | Hertha Berlino |

## Finale
| Squadra 1             | Risultato | Squadra 2   |
| --------------------- | --------- | ----------- |
| 13.06.1964            |           |             |
| Eintracht Francoforte | 0 - 2     | Monaco 1860 |

| Arbitro: | Johannes Maika (Herten) |

|                              |           |  |
| Kohlars 43’ Brunnenmeier 63’ | Marcatori |  |

| TSV 1860 MÜNCHEN: |   |                     |
|                   |   |                     |
| GK                | 1 | Petar Radenković    |
| DF                |   | Manfred Wagner      |
| DF                |   | Rudolf Steiner      |
| DF                |   | Rudolf Zeiser       |
| DF                |   | Alfons Stemmer      |
| MF                |   | Otto Luttrop        |
| MF                |   | Wilfried Kohlars    |
| MF                |   | Hans Küppers        |
| FW                |   | Engelbert Kraus     |
| FW                |   | Rudolf Brunnenmeier |
| FW                |   | Alfred Heiß         |
| Allenatore:       |   |                     |
| Max Merkel        |   |                     |

| EINTRACHT FRANKFURT: |   |                 |
|                      |   |                 |
| GK                   | 1 | Egon Loy        |
| DF                   |   | Friedel Lutz    |
| DF                   |   | Hermann Höfer   |
| DF                   |   | Dieter Lindner  |
| DF                   |   | Ludwig Landerer |
| MF                   |   | Dieter Stinka   |
| MF                   |   | Horst Trimhold  |
| FW                   |   | Erwin Stein     |
| FW                   |   | Helmut Kraus    |
| FW                   |   | Wilhelm Huberts |
| FW                   |   | Lothar Schämer  |
| Allenatore:          |   |                 |
| Ivica Horvat         |   |                 |